# Porcines Circovirus-2

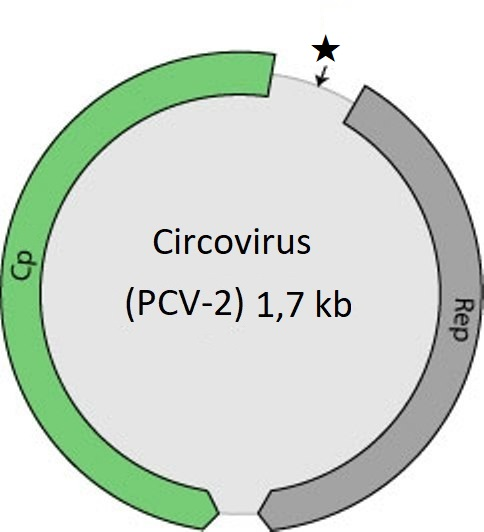
Genomkarte von PCV-2, ★ = Replikationsursprung, Genomlänge 1,77 kbp

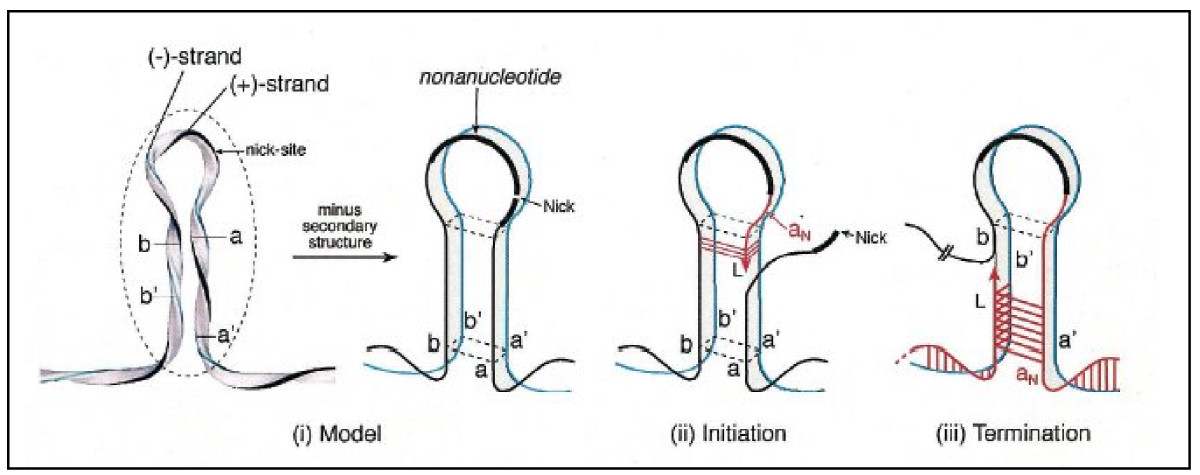
melting pot-Mechanismus

Das Porcine Circovirus (PCV) Typ 2 ist ein Virus, welches bei Schweinen vorkommt. Es gehört zur Virusfamilie Circoviridae, Spezies Circovirus porcine2 und besitzt eine zirkuläre, einzelsträngige DNA mit ambisense-Polarität als Genom. Das PCV besitzt keine Virushülle; es ist daher sehr umweltstabil und nur schwer mit Desinfektionsmitteln zu inaktivieren. Die Replikation startet wie bei PCV-1 über den melting pot-Mechanismus.
Die Infektion mit PCV-2 ist eines der wichtigsten Probleme bei Zukaufbetrieben. Die Krankheitserreger konnten schon seit 1962 nachgewiesen werden, Ausbrüche gibt es allerdings erst seit ungefähr 1998. Hierbei ist noch ungeklärt, wie dies möglich ist.

## Symptome
Als Symptome treten Niesen, Husten, Nasen- und Augenausfluss, Fieber bis 41 °C und Wachstumsstillstand im Alter von 4 bis 16 Wochen auf. Es kommen 1 bis 2 Wochen nach dem Absetzen häufig Kümmerer hervor. Teilweise treten die Symptome Niesen, Schniefen und Kümmern schon in den Abferkelställen auf, es kann auch Aborte in allen Stadien der Trächtigkeit geben.
Die Ferkel haben verdickte, gerötete Augen sowie schwarze Tränenspuren (Bindehautentzündung). Die Lymphknoten im Schenkelspalt sind massiv vergrößert, im Normalzustand sind diese nicht sichtbar. Auch treten starke Atemwegsprobleme auf.
Das PCV-1 ist nahe mit dem PCV-2 verwandt, aber apathogen.

## Zusammenhang mit anderen Krankheiten
PRRS und PCV-2 treten häufig gemeinsam auf, was den Krankheitsverlauf verschlimmert. PCV-2 verursacht häufig PMWS (Postweaning Multisystemic Wasting Syndrome = „seuchenhaftes Kümmern nach dem Absetzen“) und PDNS (Porcine Dermatitis and Nephropathy Syndrome = Hautveränderungen, Nierenschäden und dadurch hohe Verluste); PMWS und PDNS treten sehr oft zusammen auf. Häufig tritt PCV-2 auch mit einer Mykoplasmen-Infektion gleichzeitig auf, so dass diese Koinfektion mit Antibiotika behandelt werden kann, nicht jedoch die Virusinfektion mit PCV-2 selbst.

## Faktorenkrankheit
PCV-2 ist eine Faktorenkrankheit, das heißt, dass es nicht einen einzigen Auslöser gibt, sondern dass die Krankheit durch verschiedene Faktoren beeinflusst wird. Sie wird z. B. stark begünstigt durch epidemiologische und hygienische Faktoren wie eine schweinedichte Region, PRRS, eine kontinuierliche Belegung von Abteilen, Wurfausgleich von älteren Ferkeln, das Zurücksetzen von Ferkeln in jüngere Gruppen, das Mischen verschiedener Herkünfte, keine optimale Jungsaueneingliederung und durch Bestandsaufstockung.
Es gibt durch Untersuchungen an Zellkulturen den Hinweis, dass eine Erkrankung durch PCV-2 durch ein gleichzeitiges Vorliegen von PCV-1 und eine kooperative Pathogenität beider Viren verursacht wird.

## Prävention
Als Gegenmaßnahme ist die Managementoptimierung und Beachtung strenger seuchenhygienischer Maßnahmen am bedeutendsten.
Der Wurfausgleich muss minimiert werden, die Injektionsnadeln müssen nach jedem Wurf gewechselt werden, das Kastrationsbesteck muss nach jedem Wurf desinfiziert werden. Die Abferkelställe und die Ferkelaufzucht sollten nur im konsequenten Rein-Raus-Verfahren belegt werden, folglich darf es bei kleineren Ferkeln auch kein Zurückstallen in jüngere Gruppen geben. Kranke Ferkel müssen sofort abgesondert und notfalls auch rechtzeitig gemerzt werden. Die Haltungsbedingungen müssen optimiert werden (passende Belegungsdichte, gute Luftqualität etc.). Die Ferkel müssen ausschließlich hochwertiges Futter und Wasser erhalten, auch muss die Jungsaueneingliederung optimiert werden, es sollten höchstens sechsmal pro Jahr Jungsauen eingegliedert werden, diese sollten unbedingt mindestens 6 Wochen Eingliederungszeit erhalten, in denen sie getrennt vom Rest der Herde gehalten werden. Hier müssen die Jungsauen auch die optimale Immunprophylaxe erhalten. Die Maßnahmen am Ferkel in der ersten Lebenswoche sollten weitestgehend reduziert werden, da Stress die Krankheiten fördert. Beobachtungen gehen auch dahin, dass eine Immunstimulation in der ersten Lebenswoche wie z. B. eine Impfung das Risiko einer PCV-2-Infektion und damit auch das Risiko von PMWS und PDNS erhöht, was jedoch auch mit nicht ausreichend sterilen Bedingungen während der Impfung und einer Übertragung von PCV 2 in Verbindung gebracht wird.
Bei Tieren mit einer vorhandenen Infektion sollte man nicht impfen oder auf andere Weise Stress auslösen, allerdings muss man hier abwägen, denn eine rechtzeitige und auch konsequente Behandlung ist sehr wichtig.